# Ascanio Filomarino

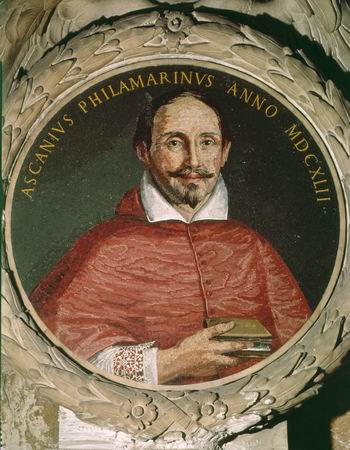
Ascanio Filomarino, kardinaal-aartsbisschop van Napels

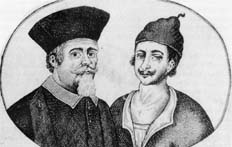
Volksmenners Genoino en Masaniello

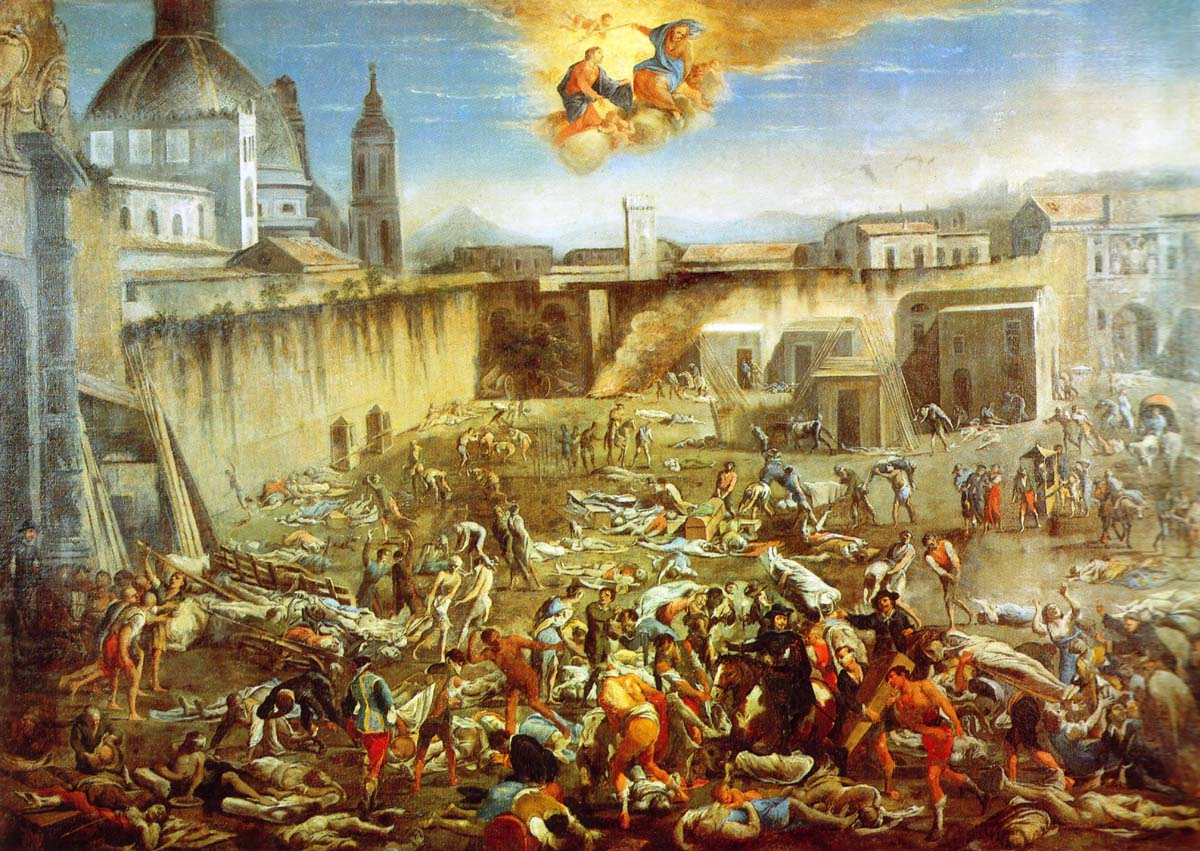
De pest raast in Napels (1656)

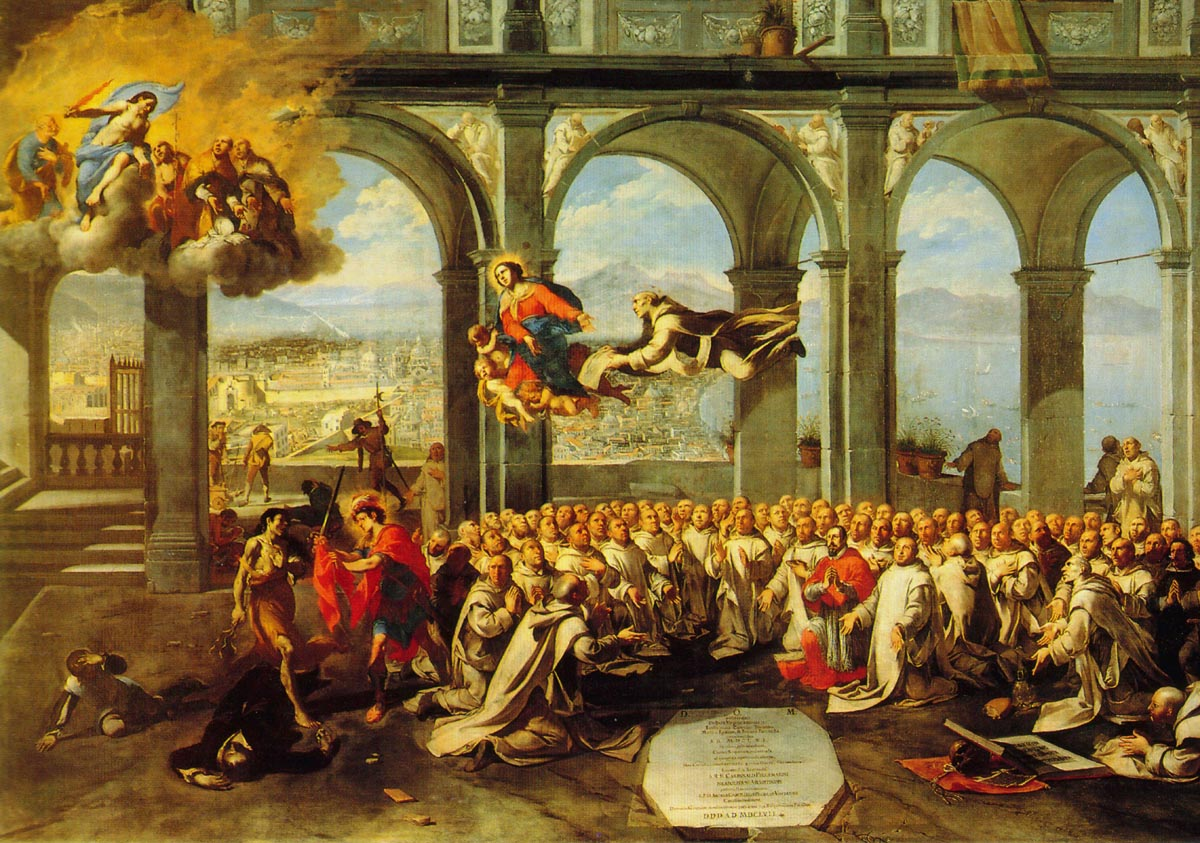
Filomarino dankt plechtig voor het einde van de pest

Ascanio Filomarino (Chianche, 1583 – Napels, 3 november 1666) was kardinaal-aartsbisschop van Napels (1641-1666) en titulair abt van de abdij in Sant'Egidio del Monte Albino. Destijds was het koninkrijk Napels in Spaanse handen. Filomarino leefde vaak op ramkoers met de Spaanse overheid.

## Levensloop

### Curie-functionaris
Filomarino was een telg van de hertogelijke familie Della Torre, een adellijke familie in het koninkrijk Napels. Hij behaalde een doctoraat in het kerkelijk recht aan de universiteit van Benevento. Hij trok met zijn vriend Ladislao d’Aquino naar Rome toen deze zijn kardinaalshoed ophaalde (1616). Enkele jaren later werden beide mannen Geheim Kamerheer van de pas verkozen paus Urbanus VIII (1623). Tevens werden ze kanunnik van de Basiliek van Santa Maria Maggiore. Filomarino trad in dienst van kardinaal Barberini, een grote mecenas in Rome. Filomarino werd zijn Kamerheer alsook kanunnik van de Sint-Pietersbasiliek. Tijdens al deze jaren werkte Filomarino voor verschillende diensten van de Romeinse Curie. Dankzij kardinaal Barberini trok Filomarino mee op diplomatieke missie in Parijs en Madrid.
Hij was titulair abt van de abdij van Santa Maria Maddalena in Armillis, gelegen in Sant’Egidio del Monte Albino nabij Salerno. Deze Benedictijnenabdij in het koninkrijk Napels bezorgde Filomarino prebenden en dus inkomsten. Hiervan genoot hij tot 1634.

### Kardinaal-aartsbisschop
In 1641 won Filomarino de verkiezing tot aartsbisschop van Napels. Kardinaal Barberini wijdde hem tot bisschop en paus Urbanus VIII verleende hem de rang van kardinaal van de Roomse Kerk. Als titelkerk ontving Filomarino de Santa Maria in Aracoeli, op de Capitolijnheuvel.
Van toen af aan drukte Filomarino, de voormalige kanunnik op de Romeinse Curie, voor de volgende 25 jaren zijn stempel op het openbaar leven in Napels. Aan de Curie had hij een duidelijke pro-Franse stempel, aangezien hij aan het pauselijk hof zo vele jaren vertoefde bij de fractie van Franse kardinalen. De Spaanse onderkoning van Napels was erg bezorgd met de komst van Filomarino.
Kardinaal Filomarino verzeilde van het ene dispuut naar het andere met het Spaans bestuur. Hij verdedigde de kerkelijke belangen tegen elke inmenging van de Spaanse Habsburgers. Soms escaleerde dit dermate dat Filomarino de diplomatieke relaties tussen de Roomse Kerk en Madrid verstoorde. Dit diende Filomarino in Rome telkenmale toe te lichten.
In 1647 brak een volksopstand los in Napels. Masaniello, een visser, leidde een volksprotest tegen de zware belastingen. Kardinaal Filomarino steunde dit protest. Hij onderhandelde met het Spaans bestuur en de volksmenners Masaniello en Giulio Genoino. Later dat jaar riepen de Napolitanen de Koninklijke Republiek uit, wat een massaal verzet was tegen de Spaanse Habsburgers. Ook hier konden de opstandige Napolitanen rekenen op de publieke steun van kardinaal Filomarino. Hij steunde het bestuur van de Franse prins Hendrik II van Guise. Nadat don Juan II van Oostenrijk het Spaans bestuur hersteld had in Napels, volgde er een periode van repressie. Kardinaal Filomarino ontliep de repressie, in tegenstelling tot de andere opstandelingen. 
De aartsbisschop ageerde verder tegen de in zijn ogen corrupte Spanjaarden. De ruzies culmineerden in 1653. De Raad van State in Madrid, onder leiding van koning Filips IV, belastte de onderkoning van Napels, graaf Inigo Vélez de Guevara, met een bijzondere opdracht. De graaf moest een verzoening bereiken tussen kardinaal Filomarino en de Spaanse Kroon. Nog datzelfde jaar gaf graaf de Guevara zijn ontslag in Madrid. Filomarino had constant op de graaf ingepraat.
Kort nadien, in 1656, werd Napels zwaar getroffen door de pest. Tijdens deze epidemie organiseerde Filomarino de zorg van zieken en het onderhoud van de gezonde Napolitanen. Nadien was het Filomarino die de openbare plechtigheden leidde als dankzegging voor het einde van de pest.
Zoals zijn mentor kardinaal Barberini, was ook Filomarino een mecenas. Hij liet verfraaiingswerken uitvoeren in kerken en kapellen in Napels, alsook aan zijn aartsbisschoppelijk paleis. 
Na zijn dood werd hij begraven in de kathedraal van Napels (1666).

## Werk
In de jaren 1624-1634 schreef Filomarino zijn politiek essay L’idea del favorito. Hierin besprak hij de fundamenten van een goed bestuur. Dit moest volgens hem steunen op goddelijke wetten en politiek instinct. Dit laatste omschreef hij ook als wijsheid in ’s lands bestuur. In een wereld vol intriges en gevaren moest een bestuurder goed kunnen luisteren en de juiste argumenten uitspreken.
- Bibliothèque nationale de France: cb10667434j (data)
- Gemeinsame Normdatei: 123243920
- International Standard Name Identifier: 0000 0001 1603 6807
- Library of Congress Control Number: no2007052172
- Istituto Centrale per il Catalogo Unico: NAPV083604
- SNAC: w65246qg
- Système universitaire de documentation: 115397604
- Virtual International Authority File: 19668902
- WorldCat: E39PBJmXCKqyQJddyHXQ6bcwYP